# 닝닝
닝닝(宁艺卓, 중국어: 宁宁, 2002년 10월 23일 ~ )은 한국의 중국 출신 가수로, 걸 그룹 aespa의 멤버이다.